# Mistrovství Evropy v zápasu ve volném stylu 1987
Mistrovství Evropy v zápasu ve volném stylu mužů proběhlo v roce 1987 ve Velikom Tarnovu (Bulharsko).

## Muži
| Kategorie | Zlato               | Stříbro              | Bronz            |
| --------- | ------------------- | -------------------- | ---------------- |
| 48 kg     | Marian Nedkov       | Alin Păcuraru        | Mario Willomeit  |
| 52 kg     | Valentin Jordanov   | Volodimir Toguzov    | Aslan Seyhanlı   |
| 57 kg     | Sergej Beloglazov   | Zoran Sorov          | Gueorgui Kalchev |
| 62 kg     | Jazar Isayev        | Karsten Polky        | Marian Skubacz   |
| 68 kg     | Arsen Fadzajev      | Yeoryos Athanasiadis | Simeon Shcherev  |
| 74 kg     | Adlan Varajev       | Pekka Rauhala        | Fevzi Şeker      |
| 82 kg     | Alexandar Nanev     | Vladimir Modosian    | Jozef Lohyňa     |
| 90 kg     | Macharbek Chadarcev | Efraim Kamberov      | Reşit Karabacak  |
| 100 kg    | Leri Chabelovi      | Vasile Pușcașu       | Gueorgui Yanchev |
| 130 kg    | Zaza Turmanidze     | Andreas Schröder     | Atanas Atanasov  |